# يوجين فريدمان
يوجين فريدمان (بالإنجليزية: Eugene Freedman)‏ هو شخصية أعمال أمريكي، ولد في 9 مارس 1925 في فيلادلفيا في الولايات المتحدة، وتوفي في 19 فبراير 2008 في ماوي في الولايات المتحدة.